# Agnès O'Shiell
Agnès O'Shiell (née en 1713 à Nantes - morte en 1791 à Chantenay-sur-Loire), est une femme d'affaires nantaise du XVIIIe siècle, fille de Luc O'Shiell (1677-1745) l'un des officiers irlandais jacobites, chassés par la Glorieuse Révolution britannique, qui s'installèrent dans la région nantaise, pour former la communauté des irlandais de Nantes.

## Biographie
Comme ses sœurs Mary et Anne, Agnès épousa en 1733 au manoir de la Placelière, propriété de son père à Château-Thébaud, Jean II Stapleton, l'un des trois premiers armateurs de la ville au milieu du XVIIIe siècle, né au Cap Français en 1697 et fils Jean Ier Stapleton, un armateur de la traite négrière, propriétaire de plantations de sucre sur l'île de Saint-Domingue, aux Antilles. Elle lui apporte une dot de 250 000 livres.
À la mort de son père en 1745, Agnès, ses sœurs Mary et Anne, ainsi que leur frère Luc Nicolas héritent du domaine de la Placelière. Deux ans plus tard, le mari d'Anne, Guillaume Grou rachète ce dernier. Le couple fera entièrement reconstruire le manoir.
Dix ans après la mort de Luc O'Shiell, sa famille O'Shiell a été reconnue d'origine noble par un arrêt du conseil et par lettres patentes de l'an 1755. Le blason de la famille était d'argent, au lion de gueules, accompagné en chef de deux gantelets et en pointe d'une étoile.